# Eliaquim Mangala
Eliaquim Mangala (n. 13 februarie 1991, Colombes, Île-de-France, Franța) este un fotbalist francez, care joacă pe post de fundaș central la Estoril în Primeira Liga. Pe plan internațional, are prezențe la națională pentru Franța U21⁠(d) și Franța.
A debutat la națională pe 6 iunie 2013 împotriva Uruguayului.

## Titluri
Standard Liège
- Belgian Pro League: 2008–09
- Cupa Belgiei: 2010–11
- Supercupa Belgiei: 2008, 2009

Porto
- Primeira Liga: 2011–12, 2012–13
- Supertaça Cândido de Oliveira: 2012, 2013

## Legături externe
- Eliaquim Mangala la FootGoal.net nl